# 陰極線管娯楽装置

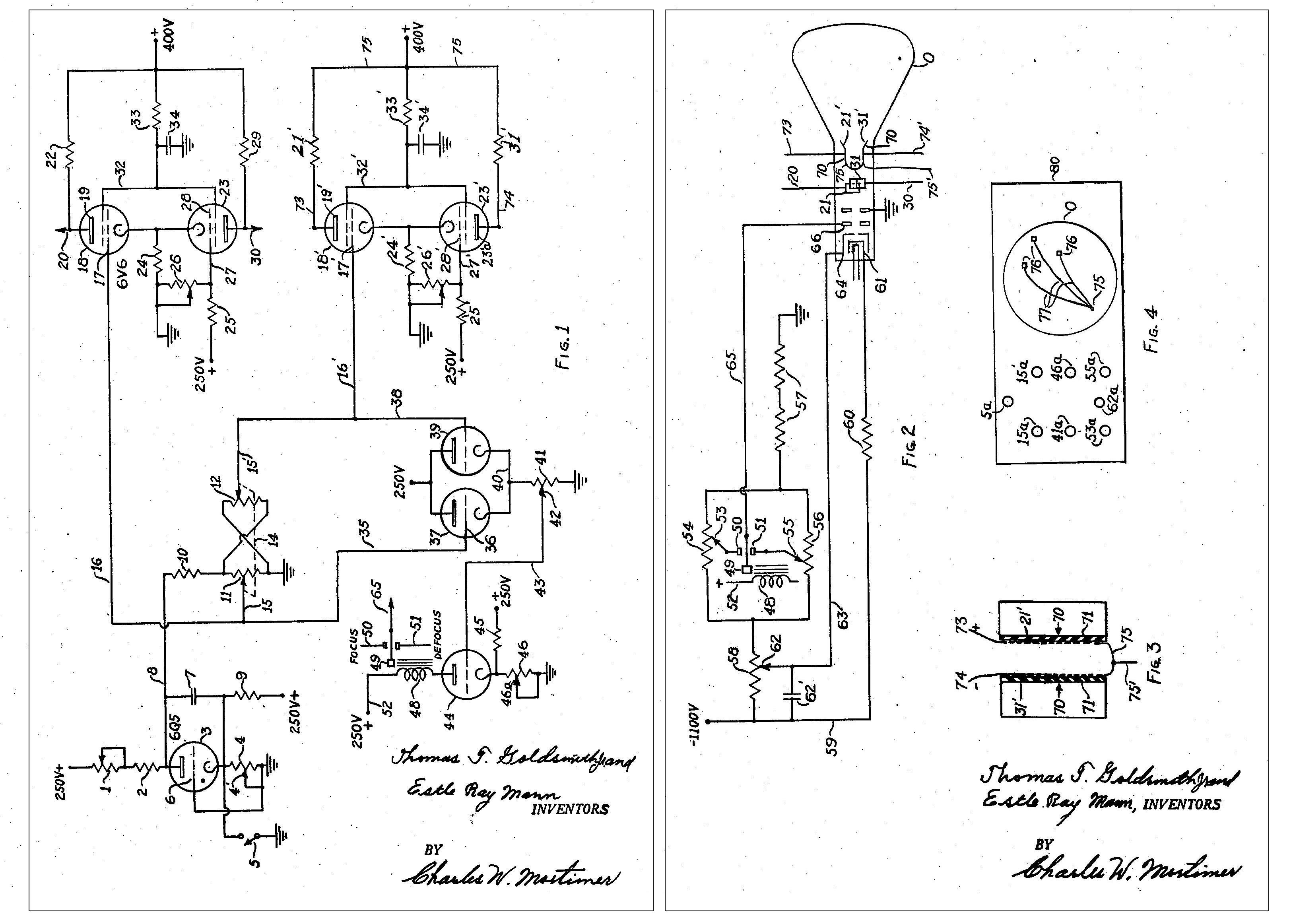
1948年に特許が取得された陰極線管娯楽装置の回路図。

陰極線管娯楽装置（Cathode Ray Tube Amusement Device）は、現在わかっている限りで最初の、陰極線管（CRT）を用いたインタラクティブなコンピュータゲームである。en:Thomas T. Goldsmith Jr.およびen:Estle Ray Mannによって、1947年にアナログ回路を構成して作成された。このゲーム用デバイスは市場に出ることも市販されることはなかったが、1948年に特許を取得している。
陰極線管娯楽装置は、実際に電子信号の質を記録し制御することのできるデバイスであった。この娯楽装置によって生成された電子信号の強度はCRTの光線の軌跡を変化させることのできるコントロール・ノブによって制御することができた。この装置は純粋に電気機械式であり、メモリデバイスやコンピュータ、プログラミングなどは使用していなかった。

## ゲームプレイ
プレイヤーはコントロール・ノブの方向を変えることでスクリーン上のCRTの光線の位置を変えることができる。プレイヤーにとってはその光線はスクリーン上に映った点に見え、これはレチクルまたは照準を表している。プレイヤーは、制限時間内にコントロール・ノブを操作してこの照準を敵航空機に合わせ、ボタンを押すことで航空機を射撃することができる。ボタンを押したときに光線の照準がスクリーン上に引かれている座標の敵機の位置と合っていれば、敵機は爆発したこととなり、この機に対するCRT光線の照準は解かれる。